# كين سيلفرمان
كين سيلفرمان (بالإنجليزية: Ken Silverman)‏ هو عالم حاسوب ومهندس أمريكي، ولد في 1 نوفمبر 1975 في ماونت كيسكو في الولايات المتحدة.

## وصلات خارجية
- الموقع الرسمي